# Episodi di Hap and Leonard (terza stagione)
La terza stagione della serie televisiva Hap and Leonard, composta da 6 episodi, è andata in onda sul canale statunitense SundanceTV dal 7 marzo all'11 aprile 2018.
In Italia la stagione è stata resa disponibile da Amazon Prime Video il 18 febbraio 2019.
| n° | Titolo originale   | Titolo italiano | Prima TV USA   | Prima TV Italia |
| -- | ------------------ | --------------- | -------------- | --------------- |
| 1  | The Two-Bear Mambo |                 | 7 marzo 2018   |                 |
| 2  | Ho-Ho Mambo        |                 | 14 marzo 2018  |                 |
| 3  | T-Bone Mambo       |                 | 21 marzo 2018  |                 |
| 4  | Senorita Mambo     |                 | 28 marzo 2018  |                 |
| 5  | Mambo No. 5        |                 | 4 aprile 2018  |                 |
| 6  | Monsoon Mambo      |                 | 11 aprile 2018 |                 |